# گاوان (خلخال)
کاوان یک منطقهٔ مسکونی در ایران است که در دهستان خورش رستم شمالی واقع شده‌است. براساس سرشماری مرکز آمار ایران در سال ۱۳۹۵، کاوان ۴۹ نفر جمعیت دارد.